# The Lord of the Rings: The Fellowship of the Ring
The Lord of the Rings: The Fellowship of the Ring (с англ. — «Властелин колец: Братство кольца») — компьютерная игра в жанре приключенческого боевика, разработанная американской компанией Surreal Software и изданная Black Label Games (подразделение Vivendi Universal Games) в 2002 году. На территории России и стран СНГ игра была издана и локализована на русский язык компанией Soft Club.

## Игровой процесс
Игра выполнена в жанре action-adventure. Геймплей игры построен на разведывании местности, общении с персонажами, боевых схватках. Также присутствуют стэлс-эпизоды (см. также «Стелс-экшен»), которые заключаются в необходимости бесшумно передвигаться, не привлекая внимания врагов и т. п.
Игра ведется хоббитом Фродо, следопытом Арагорном и Гэндальфом.

## Сюжет
Действие игры происходит во вселенной романа «Властелин колец» Дж. Р. Р. Толкина. Сюжет игры полностью основан на сюжете первой книги, «Содружество кольца» (не на экранизации), и представляет мир Средиземья и его персонажей глазами авторов. Игра охватывает все моменты книги, такие, как продажа дома Бильбо (после того, как тот отправляется в Раздол) и сюжетную линию с Томом Бомбадилом.

## История разработки
Разработчиком игры является американская студия Surreal Software. В игре задействована последняя на момент разработки версия игрового движка Riot Engine, который ранее применялся в других проектах компании. Релиз состоялся в 2002 году.
Русская локализация игры проводилась компанией Soft Club, получив, в итоге, положительные рецензии. В озвучивании игры участвовало 14 актёров.

## Рецензии и оценки
В целом, игра получила средние оценки прессы.
| Сводный рейтинг       | Сводный рейтинг       | Сводный рейтинг       | Сводный рейтинг       | Сводный рейтинг      |
| Издание               | Оценка                | Оценка                | Оценка                | Оценка               |
| Издание               | GBA                   | PC                    | PS2                   | Xbox                 |
| --------------------- | --------------------- | --------------------- | --------------------- | -------------------- |
| GameRankings          | 48,06 %               | 56,62 %               | 62,31 %               | 59,84 %              |
| Metacritic            | 51 / 100 (18 обзоров) | 59 / 100 (16 обзоров) | 59 / 100 (18 обзоров) | 59 / 100 (23 обзора) |
| MobyRank              | 52 / 100              | 63 / 100              | 61 / 100              | 64 / 100             |
| Иноязычные издания    |                       |                       |                       |                      |
| Издание               | Оценка                | Оценка                | Оценка                | Оценка               |
| Издание               | GBA                   | PC                    | PS2                   | Xbox                 |
| 1UP.com               | C+                    |                       | C                     | C                    |
| AllGame               |                       | [ 19 ]                |                       |                      |
| CVG                   |                       | 5,4 / 10              |                       |                      |
| GameSpot              | 2,1 / 10              | 5,7 / 10              | 5,5 / 10              | 5,7 / 10             |
| GameSpy               | [ 25 ]                | [ 26 ]                | [ 27 ]                | [ 28 ]               |
| IGN                   | 6,0 / 10              | 6,5 / 10              | 7,5 / 10              | 6,7 / 10             |
| XboxAddict            |                       |                       |                       | 73 %                 |
| GameStats             | 5,0 / 10              | 5,3 / 10              | 6,1 / 10              | 5,9 / 10             |
| Русскоязычные издания |                       |                       |                       |                      |
| Издание               | Оценка                | Оценка                | Оценка                | Оценка               |
| Издание               | GBA                   | PC                    | PS2                   | Xbox                 |
| «Домашний ПК»         |                       | [ 38 ]                |                       |                      |
| «Страна игр»          |                       | 5,0 / 10              |                       |                      |

Известный игровой сайт Absolute Games в своей рецензии оценил игру в 60% с припиской «сносно». Положительно была оценена анимация и дизайн уровней:

Очаровательные ухоженные дорожки Шира, мрачные «средневековые» улочки Брыля, утекающие в никуда лесные тропинки или шикарные залы и переходы Мории, — все смотрится очень симпатично. Подходя к таинственному горному озеру, уже ждешь, что из него вот-вот вылезет лохнесское диво, а пробегая по узкому подземному мостику, невольно начинаешь высматривать знакомые по фильму очертания Барлога… Это ли не лучшая похвала игре?

Но далее рецензент негативно отзывается о технологических недостатках графики, об «отсутствии нормальной связи» между эпизодами игры и неудобной виртуальной камере, подводя итог словами: «симпатичная игрушка на один вечер; для поклонников Толкина — на два, не больше».
Журнал «Игромания» поставил игре 6,5 баллов из 10, сделав следующее заключение: «перед разработчиками стояла задача сделать игру максимально непохожей на „питерджексоновский“ фильм, и они выполнили ее с честью. Вот только Сэм теперь похож на кавказца. В остальном же перед нами — обычная полуаркадная поделка игровых ремесленников, которая уже наутро никому, кроме разве что любителей Средиземья, не вспомнится».
Положительно была оценена русская локализация игры. Согласно обзору в журнале «Игромания», «качество работы обходит английскую версию по всем параметрам — там такого высшего актерского пилотажа нет. Услышав перевод, в „Содружество кольца“ хочется играть!».